# Аукштайтия
| Малая Литва Жемайтия Аукштайтия | Сувалкия Дзукия |

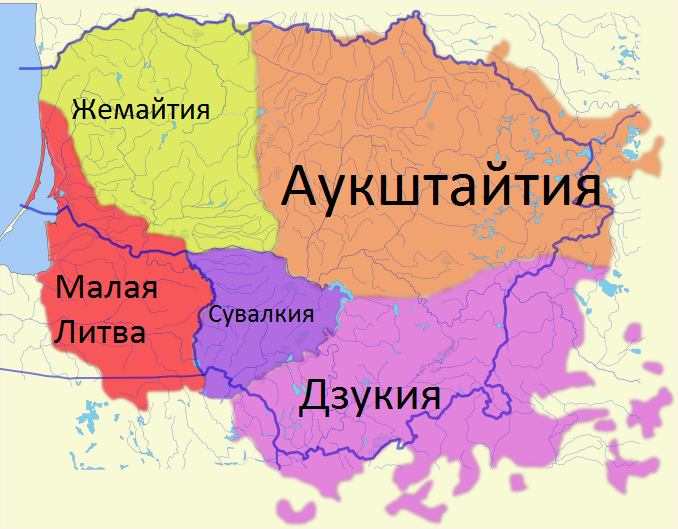
Этнокультурные регионы литовцев.

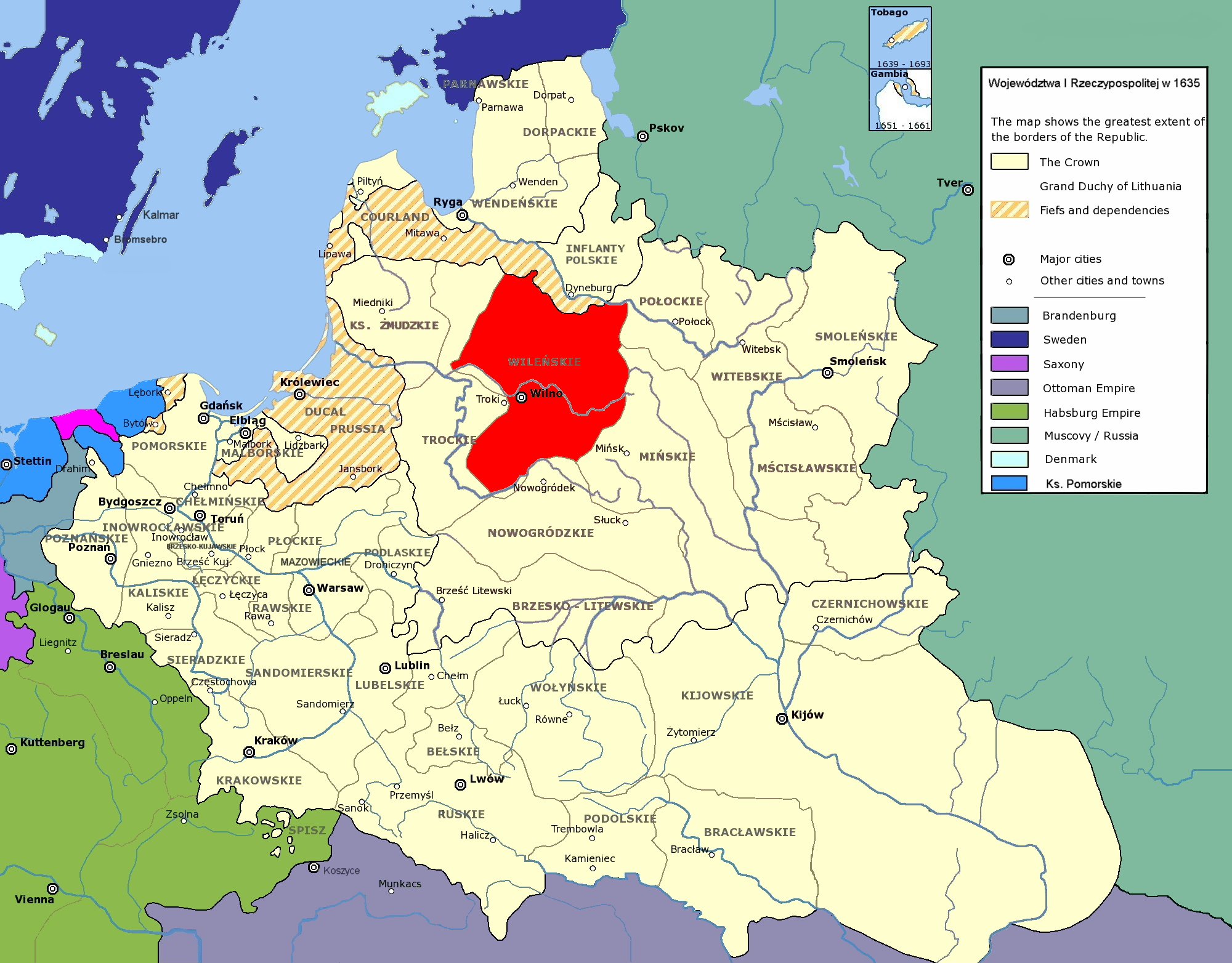
Виленское воеводство на карте Речи Посполитой. На северо-западе воеводства проживали аукштайты

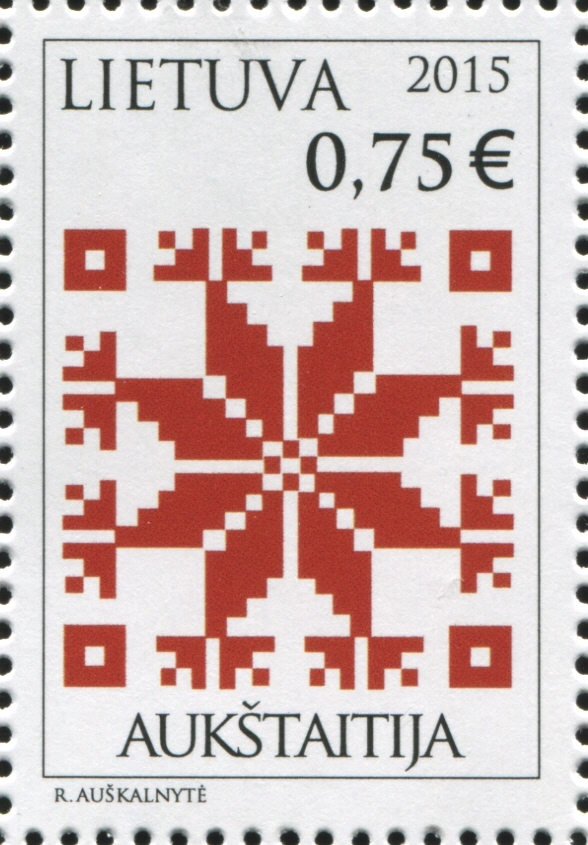
Аукштайтия из серии «Регионы Литвы», Почта Литвы, 2015

Аукшта́йтия (лит. Aukštaitija, бел. Аўкшто́та, Аўкшта́йція, от лит. aukštas — «высокий») — историческая область Великого княжества Литовского, включающая области на северо-востоке современной Литвы и на северо-западе современной Белоруссии. Название можно дословно перевести как «верхняя земля», в отличие от Жемайтии — «нижней земли», то есть ниже по течению реки Неман. В Литовской республике — исторический и этнокультурный регион. Столица региона город Паневежис (иногда также называется Утена).

## История
В XI—XII веках область Аукштайтии заселяли племена балтов, территория расселения которых включала в себя помимо современной Аукштайтии ещё и часть территории современной Латвии южнее Даугавпилса, а также на территории современной северо-западной Белоруссии зону смешанного и чересполосного славяно-балтского расселения, протянувшуюся от Западной Двины до бассейна верхнего Немана. Ко второй половине XIX века ряд удалённых от основной территории Аукштайтии восточных и юго-восточных анклавов смешанного населения исчезли в ходе славянской колонизации, располагаясь на территориях северо-восточной Литвы, а также северной половины современной Гродненской области и юго-западе Витебской области Белоруссии, включала в себя Литву, Делтуву, Упите и Нальшу.
Название впервые встречается в Дузбургской летописи при описании событий 1294—1300 годов.
Самыми древними городами считаются Утена, Вилькомир и Кернов. В 1251—1413 гг. жители Аукштайтии были обращены в христианство. Наиболее ранние археологические находки связанные с христианством датируются второй половиной XI века.

## География

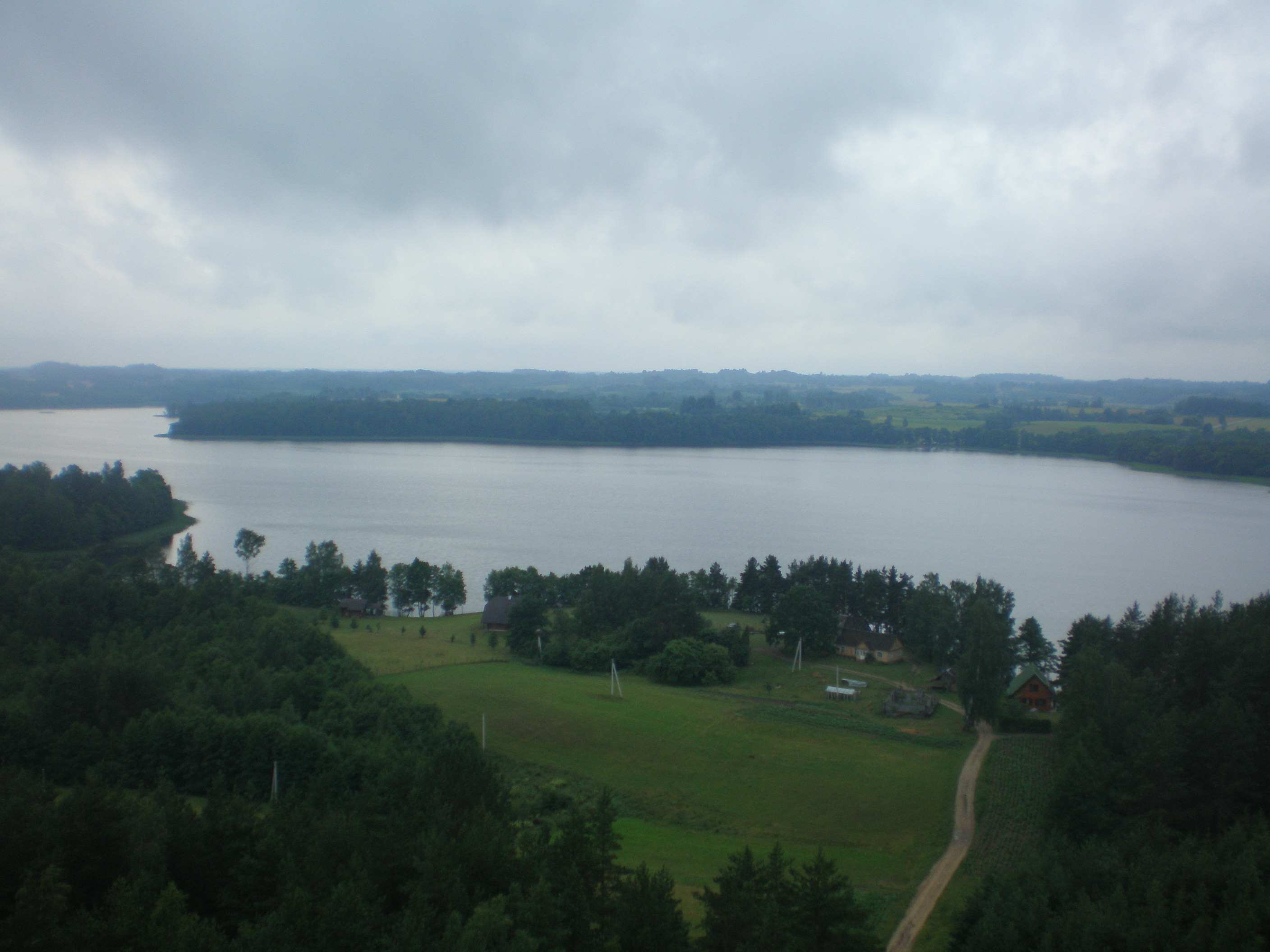
Озёра Аукштайтии

Самым крупным городом региона является Паневежис. Западную часть региона занимают Мушо-Нямунельская и Нявежская низменности. Восточную часть региона занимает Аукштайтская возвышенность (до 245 м) и западная часть Швянчёнской возвышенности (289 м).
На территории региона располагаются несколько крупных лесных массивов: леса Тауену, пуща Жалёсёс, пуща Биржу, пуща Шимоню, пуща Ажвинчю-Минчёс, пуща Лаворишкю и самая крупная пуща Лабаноро. Все пущи — сосновые.
На территории Литовского Поозерья располагается Аукштайтский национальный парк. Имеется также несколько региональных парков: региональный парк Сартай, региональный парк Гражуте, региональный парк Лабанорас, региональный парк Сирвета, Аникшяйский региональный парк.